# Сёстры Облатки Сердца Иисуса
Сёстры Облатки Сердца Иисуса (фр.  Oblates du Cœur de Jésus, OCJ) — женская монашеская конгрегация понтификального права, основанная блаженной Луизой Терезой де Монтаньяк де Шованс.

## История
Луиза Тереза де Монтаньяк де Шованс в своей духовной жизни особое внимаение уделяла почитанию Святейшего Сердца Иисуса. По совету своего духовника Франсуа-Савьер Готреле она в 1848 году основала женскую молитвенную общину под названием «Облатки Святого Сердца Иисуса», которая занималась распространением культа Святого Сердца Иисуса Христа.
21 декабря 1874 года епископ Мулена Пьер-Симон де Дро-Брезе утвердил конгрегацию «Сёстры Облатки Сердца Иисуса» на епархиальном праве. Конгрегация была разделена на три ветви: монашеская община совместной жизни, мирская община и отделение мирян-партнёров.
4 октября 1881 года Римский папа Лев XIII одобрил декретом «Decretum laudis» деятельность монашеской конгрегации Сестёр Облаток Сердца Иисуса. 27 ноября 1924 года Святой Престол окончательно утвердил Устав конгрегации. 31 декабря 1887 года пастырское попечение конгрегацией было поручено кардиналу Гаэтано Алоизи Мазелле.
4 мая 1895 года Святой Престол утвердил Устав конгрегации.
В 1990 году Римский папа Иоанн Павел II причислил основательницу Луизу Терезу де Монтаньяк де Шованс к лику блаженных.

## В настоящее время
В настоящее время Дочери Марии Матери Церкви занимаются образовательной деятельностью среди молодёжи, благотворительной деятельность в детских домах и приютах
Генеральный монашеский дом конгрегации находится в Париже. Монашеские общины конгрегации действуют в Бельгии, Франции, Польше, Португалии, Центральноафриканской Республике, Конго, Бразилии, Гватемале, Гондурасе, Мексике, Никарагуа, Панаме и Сальвадоре.
На 31 декабря 2005 года в конгрегации было 228 сестёр в 43 монашеской общине.

## Источник
- Annuario Pontificio, Libreria Editrice Vaticana, Città del Vaticano 2003, стр. 1473, ISBN 978-88-209-8355-0.
- Guerrino Pelliccia e Giancarlo Rocca (curr.), Dizionario degli istituti di perfezione (10 voll.), Edizioni paoline, Milano 1974—2003.
- Institute of Notre-Dame de Namur/ Catholic Encyclopedia. New York: Robert Appleton Company. 1913.